# Županova jama
Županova jama je kraška jama v bližini Grosupljega, ki leži na nadmorski višini 468 m, dolga je 710 m ter doseže globino 77 m. V obdobju SFRJ so jo imenovali tudi Taborska jama.
Ime je jama dobila po županu Josipu Permetu, ki je jamo odkril 26. maja 1926. Še istega leta so jamarji Društva za raziskovanje jam iz Ljubljane jamo raziskali in izmerili. 
Jama je nastala v apnencih spodnje jure, sestavlja pa jo več dvoran z mogočnimi kapniki, ki so med seboj povezane s sistemom rovov.
Približno 100 m od vhoda v brezno, skozi katero je prvič vstopil župan Josip Perme, leži jama Ledenica, ki jo je v Slavi vojvodine Kranjske kot »lepotico dolenjskega kraškega sveta« opisal že Janez Vajkard Valvazor, v času turških vpadov pa so se v njo zatekali domačini. Skozi prvotni vhod v jamo so obiskovalci vstopali vse do leta 1935, ko so uredili vhod v jamo skozi Ledenico. Od tam se navzgor povzpne umetni rov, ki se malce naprej razširi v novo dvorano, imenovano Srebrna dvorana. Sledi Permetova dvorana, kjer je v 11m visokem stropu viden prvotni vhod skozi brezno. Iz nje se spustimo v največjo dvorano v jami, ki se imenuje Velika dvorana. V njej se nahajajo veliki stalagmiti. Največja in najmogočnejša skupina stalagmitov se v spomin na padle v prvi svetovni vojni imenuje Spomenik neznanemu junaku. Nasproti, pa stoji Županov steber, ki je dobil ime po odkritelju jame.
Po ozkem rovu vodi pot do t. i. Blatne dvorane, ki je ime dobila po debeli plasti ilovice, ki prekriva tla in stene te dvorane. Tudi v tej dvorani je nekaj mogočnih kapnikov, kot npr. stalagmit z imenom Krstni kamen, katerega obseg meri kar 8,5m. Do leta 1937 je veljalo prepričanje, da jama sega le do tod, nato pa so pod manjšim jezerom s ponvicami odkrili naraven rov do naslednjih dvoran. Po tem prehodu se spustimo do Matjaževe dvorane, ki je ime dobila po kapniški tvorbi, sestavljeni iz dveh stebrov, ki spominjata na prestol in sta dobila ime Matjažev prestol po legendi o Kralju Matjažu. Dvorana se nadaljuje v krajši rov, ki se nato razširi v dvorano z imenom Zadnja dvorana. Ta dvorana se zaključi z globokim breznom, ki je bilo neraziskano do leta 1994. Leta 2008 so jamarji odkrili nadaljevanje jame in našli še eno dvorano, ki je dobila ime po odkritelju in se danes imenuje Igorjeva dvorana. 